# Cynthia Woodhead
Cynthia Lee "Sippy" Woodhead, född 7 februari 1964 i Riverside i Kalifornien, är en amerikansk före detta simmare.
Woodhead blev olympisk silvermedaljör på 200 meter frisim vid sommarspelen 1984 i Los Angeles.